# ماثيو غراهام
ماثيو غراهام (بالإنجليزية: Matthew Graham)‏ هو كاتب سيناريو ومنتج تلفزيوني بريطاني، ولد في 1954.

## وصلات خارجية
- الموقع الرسمي
- ماثيو غراهام على موقع IMDb (الإنجليزية)
- ماثيو غراهام على موقع ألو سيني (الفرنسية)
- ماثيو غراهام على موقع قاعدة بيانات الأفلام السويدية (السويدية)
- ماثيو غراهام على موقع قاعدة بيانات الفيلم (الإنجليزية)
- ماثيو غراهام على موقع كينوبويسك (الروسية)